# Phrontis tiarula
Phrontis tiarula là một loài ốc biển cỡ nhỏ có mang và nắp (động vật chân bụng)|nắp ốc, là động vật thân mềm chân bụng sống ở biển thuộc họ Nassariidae.